# 이스케이프 룸 2: 노 웨이 아웃
《이스케이프 룸 2: 노 웨이 아웃》(영어: Escape Room: Tournament of Champions)은 미국의 2021년 공포 영화이다. 테일러 러셀 등이 주연으로 출연하였다.
이 영화는 2021년 7월 1일 오스트레일리아에서 개봉되었고 수차례 지연된 2021년 7월 16일 소니 픽처스 릴리싱에 의해 미국에 개봉된다. 대한민국에서는 2021년 7월 14일 개봉된다.

## 출연
- 테일러 러셀 - 조이 데이비스 역
- 로건 밀러 - 벤 밀러 역
- 인디아 무어 - 브리아나 콜리어 역
- 홀랜드 로던 - 레이철 엘리스 역
- 토머스 코쿼럴 - 네이선 역
- 칼리토 올리베로 - 테오 역
- 데버라 앤 월 - 어맨다 하퍼 역
- 이저벨 퍼먼 - 클레어 역